# Дани Мартин
Даниел Хесус (Дани) Мартин Гил, известен само като Дани Мартин, е испански професионален футболист, който играе за българския клуб от Първа професионална лига ПФК „Черно море“ (Варна) като ляв защитник.

## Кратка спортна биография
Роден в Лас Палмас, Канарски острови, Мартин започва да тренира футбол в детските формации на УД Лас Палмас през 2005 г. Дебютира в мъжкия футбол като част от третия отбор на клуба „УД Лас Палмас C“ през сезон 2015/2016 в регионалните лиги. Между 2017 г. и 2021 г. изиграва 64 мача за Б отбора на Лас Палмас в третото ниво на испанския футбол. Мартин дебютира за първия отбор на клуба на 17 ноември 2019 г. при загубата с 1:2 като гост на СД „Мирандес“ в шампионата на Сегунда дивисион на Испания.
През сезон 2021/22 е част от „Калво“, където записва 28 мача с 2 гола. През последната година и половина е част от УД Мелиля, като има 48 мача с 2 гола.
Подписва договор с ПФК „Черно море“ (Варна) на 13 февруари 2024 г.